# بازار واحد
بازار واحد نوعی از بلوک تجاری است که در آن اکثر موانع تجاری با برخی سیاست‌های مشترک در مورد تنظیم محصول و آزادی حرکت عوامل تولید (سرمایه و کار) و شرکت‌ها و خدمات حذف شده‌است (برای کالاها). هدف این است که حرکت سرمایه، کار، کالاها و خدمات بین اعضای آن به همان اندازه آسان باشد. موانع فیزیکی (مرزی)، فنی (استاندارد) و مالی (مالیاتی) در میان کشورهای عضو به حداکثر ممکن می‌رسد. این موانع مانع آزادی حرکت چهار عامل تولید می‌شود.
یک بازار مشترک معمولاً به عنوان اولین مرحله برای ایجاد یک بازار واحد اشاره می‌شود. این معمولاً بر اساس یک منطقه تجارت آزاد بدون تعرفه برای کالاها و حرکت نسبتاً آزاد سرمایه و خدمات ساخته شده‌است، اما در کاهش موانع تجاری بدون تعرفه پیشرفت چندانی نداشته‌است.
یک بازار متحد آخرین مرحله و هدف نهایی یک بازار واحد است. این نیاز به حرکت کامل کالا، خدمات (از جمله خدمات مالی)، سرمایه و افراد بدون توجه به مرزهای ملی است.

## لیست بازارهای مشترک
- انجمن ملل آسیای جنوب شرقی
- نظام همگرایی آمریکای مرکزی
- بازار مشترک کشورهای آمریکای جنوبی
- شورای همکاری خلیج فارس
- بازار واحد اروپا[۳]